# 베모보
베모보(폴란드어: Bemowo)는 폴란드 바르샤바 서쪽에 위치한 구다.